# シーズ・ザ・ボス
『シーズ・ザ・ボス』（She's the Boss）は、ローリング・ストーンズのボーカリストであるミック・ジャガーが1985年に発表した初のソロ・アルバム。

## 解説
ミック・ジャガーは、映画『Ned Kelly』（1970年公開）や『パフォーマンス』（1970年公開）のサウンドトラックにソロ名義で参加していたが、本格的にソロ・アルバムを制作したのは初のことだった。1984年に本作の制作が報じられた当時は、『You're the Boss』『She's a Tough Woman』といった仮タイトルが挙げられていた。1985年2月14日に先行シングル「ジャスト・アナザー・ナイト」（全英32位、全米12位）を発表した後、本アルバムを発表。
収録曲のほとんどは、本作のために書き下ろされた新曲だが、「ロンリー・アット・ザ・トップ」はローリング・ストーンズが1979年に録音していた未発表曲を再レコーディングしたもの。
本作発表後、ジャガーはソロ活動にも積極的となり、1985年8月にはデヴィッド・ボウイとのデュエット・シングル「ダンシング・イン・ザ・ストリート」を発表した。

## 収録曲
特記なき楽曲はミック・ジャガー作詞・作曲。
1. ロンリー・アット・ザ・トップ - "Lonely at the Top" (Mick Jagger, Keith Richards) - 3:45
2. ハーフ・ア・ローフ - "1/2 a Loaf" - 4:58
3. ランニン・アウト・オブ・ラック - "Running Out of Luck" - 4:15
4. ターン・ザ・ガール・ルース - "Turn the Girl Loose" - 3:52
5. ハード・ウーマン - "Hard Woman" - 4:23
6. ジャスト・アナザー・ナイト - "Just Another Night" - 5:13
7. ラッキー・イン・ラヴ - "Lucky in Love" (M. Jagger, Carlos Alomar) - 6:13
8. シークレット - "Secrets" - 5:01
9. シーズ・ザ・ボス - "She's the Boss" (M. Jagger, C. Alomar) - 5:14

## 参加ミュージシャン
- ミック・ジャガー - ボーカル、ハーモニカ
- ジェフ・ベック - ギター(on 1. 3. 5. 6. 7. 9.)
- ピート・タウンゼント - ギター(on 1. 5.)
- エディ・マルチネス - ギター(on 1. 2. 3. 9.)
- ナイル・ロジャース - ギター(on 2. 4. 8.)
- G.E.スミス - ギター(on 8.)
- ビル・ラズウェル - ベース(on 1.)、シンセサイザー(on 6.)
- バーナード・エドワーズ - ベース(on 2. 4. 8.)
- ロビー・シェイクスピア - ベース(on 3. 6. 7. 9.)
- コリン・ホッジキンソン - ベース(on 5.)
- マイケル・シュリーヴ - ドラムス(on 1.)
- スティーヴ・フェローン - ドラムス(on 2.)
- スライ・ダンバー - ドラムス(on 3. 6. 7. 9.)
- アントン・フィアー - ドラムス(on 4. 8.)、パーカッション(on 9.)
- トニー・トンプソン - ドラムス(on 5.)
- ハービー・ハンコック - キーボード(on 1. 3. 4. 7.)
- ガイ・フレッチャー - シンセサイザー(on 1. 7. 9.)
- ロブ・サビーノ - シンセサイザー(on 2. 4. 8.)
- ヤン・ハマー - ピアノ(on 5.)
- ラビット - シンセサイザー(on 6.)
- ロン・マグネス - シンセサイザー(on 6.)
- ウォリー・バダルー - シンセサイザー(on 7. 9.)
- チャック・リーヴェル - オルガン(on 7.)
- ダニエル・ポンス - パーカッション(on 3.)
- Alyb Dieng - パーカッション(on 6. 7. 9.)
- レイ・クーパー - パーカッション(on 7. 9.)
- レニー・ピケット - バリトン・サックス(on 4.)
- バーナード・ファウラー - バッキング・ボーカル(on 1. 7. 9.)
- フォンジ・ソーントン - バッキング・ボーカル(on 2.)
- アルファ・アンダーソン - ラップ(on 4.)
- ポール・バックマスター - ストリングス・アレンジ(on 5.)